# متلازمة القولون المتهيج
متلازمة القولون المتهيج أو اختصارًا (IBS) (بالإنجليزية: Irritable Bowel Syndrome)، يشار إليها سابقا باسم القولون العصبي، هو اضطراب في التفاعل بين الدماغ والأمعاء يتميز بمجموعة من الأعراض المصاحبة معًا والتي تشمل آلام البطن والتغيرات في اتساق حركات الأمعاء. تحدث هذه الأعراض على مدى فترة طويلة، وغالبا ما تكون سنوات. يمكن أن يؤثر القولون العصبي سلبا على نوعية الحياة وقد يؤدي إلى تفويت المدرسة أو العمل أو انخفاض الإنتاجية في العمل. الاضطرابات مثل القلق، الاكتئاب الشديد ومتلازمة التعب المزمن شائعة بين الأشخاص الذين يعانون من القولون العصبي.
أسباب متلازمة القولون العصبي غير واضحة. تشمل النظريات مجموعات من اضطراب محور الأمعاء والدماغ، اضطرابات حركية الأمعاء، حساسية الألم، العدوى بما في ذلك فرط نمو البكتيريا المعوية الدقيقة، الناقلات العصبية، العوامل الوراثية، وعدم تحمل الطعام. قد يكون سبب البداية عدوى معوية أو احداث الحياة المُجهدة.
يعتمد التشخيص على الأعراض في غياب السمات المقلقة وبمجرد استبعاد الحالات المحتملة الأخرى. تشمل السمات المقلقة سن أكبر من 50 عامًا، فقدان الوزن، وجود دم في البراز، أو وجود تاريخ عائلي للإصابة بمرض التهاب الأمعاء. تشمل الحالات الأخرى التي قد تظهر بالمثل الداء البطني، التهاب القولون المجهري، مرض التهاب الأمعاء، سوء امتصاص الحمض الصفراوي وسرطان القولون.
لا يوجد علاج معروف لمتلازمة القولون العصبي. يتم إجراء العلاج لتحسين الأعراض، قد يشمل ذلك تغييرات في النظام الغذائي، أدوية، الحليب السكريات قليلة التعدد، معينات حيوية، واخذ المشورة. تشمل التدابير الغذائية زيادة تناول الألياف القابلة للذوبان، اتباع نظام غذائي خالٍ من الغلوتين، أو اتباع نظام غذائي قصير الأجل منخفض في السكريات قليلة التخمير، السكريات الأحادية، السكريات الأحادية، والبوليولات (فودماب). يمكن استخدام دواء لوبراميد للمساعدة في الإسهال بينما يمكن استخدام المسهلات للمساعدة في الإمساك. قد تحسن مضادات الاكتئاب الأعراض العامة وتقلل الألم. يعد تثقيف المريض والعلاقة الجيدة بين الطبيب والمريض جزءًا مهمًا من الرعاية.
يعتقد أن حوالي 10-15% من الناس في العالم المتقدم يعانون من القولون العصبي. يختلف الأنتشار وفقًا للبلد (من 1.1% إلى 45.0%) والمعايير المستخدمة لتحديد القولون العصبي، حيث تشير تقديرات الدراسات المتعددة أن نسبة 11.2% متأثرون. وهو أكثر شيوعًا في أمريكا الجنوبية وأقل شيوعًا في جنوب شرق آسيا. يعتبر شائع مرتين لدى النساء مقارنة بالرجال وعادة ما يحدث قبل سن 45 عامًا. يبدو أن الحالة تصبح أقل شيوعًا مع تقدم العمر. لا يؤثر القولون العصبي على متوسط العمر المتوقع أو يؤدي إلى أمراض خطيرة أخرى. كان أول وصف للحالة في عام 1820، في حين دخل المصطلح الحالي متلازمة القولون العصبي حيز الاستخدام في عام 1944.

## التصنيف
يمكن تصنيف القولون العصبي على أنه إسهال شائع (IBS-D)، أو إمساك شائع (IBS-C)، أو كلاهما شائع (مختلط/متناوب) (IBS-M / IBS-A) أو سائد للألم. في بعض الأفراد، قد يكون القولون العصبي بداية حادة ويتطور بعد مرض معد يتميز باثنين أو أكثر من: الحمى، القيء، أو الإسهال أو عينة البراز الإيجابية. وبالتالي فإن متلازمة ما بعد العدوى هذه تسمى «متلازمة القولون العصبي بعد العدوى» (IBS-PI).

## كيفية عمل القولون
القولون هو ما يسمى بالأمعاء الغليظة وهو الجزء من الأمعاء الذي يصل بين الأمعاء الدقيقة والمستقيم ثم الشرج. ويبلغ طول القولون حوالي 5 أقدام، ووظيفته الأساسية هي امتصاص الماء والغذاء المفيد والأملاح من الطعام المهضوم جزئياً القادم من الأمعاء الدقيقة.
يقوم القولون بأداء وظيفته التي ذكرنا، ودفع البراز إلى الخارج للتخلص منها، من خلال تقلصات عضلات جداره الرقيقة، التي تتحكم بها الأعصاب، والهرمونات، واستجابة القولون نفسه لمحتوياته. وهذه العملية البسيطة تحتاج إلى تناغم بين تقلصات عضلات القولون والمخارج وعضلات الحوض لتتم بسلاسة ونجاح. عندما تكون هذه التقلصات قوية أو ضعيفة فإنها تسبب سرعة أو تأخراً في حركة محتوياته، مسبباً الأعراض التي يشكو منها غالبية المرضى.

## الانتشار
نسبة انتشار اضطراب القولون العصبي هي 20% تقريباً (الخمس) ولكن فقط 10% من هؤلاء يستشيرون أطباءهم بسبب الأعراض الهضمية. أقيمت مؤخرا بالسعودية عام 2009 ندوة للمرض والأعراض والعلاجات ولا أحد يملك مناعة ضد الإصابة به، فالكل معرض لذلك. لكن سنّ بداية ظهور الأعراض يكون غالباً في مرحلة المراهقة أو سن الشباب. ولأسباب غير معروفة فالنساء أكثر احتمالاً (خاصة قبل الدورة الشهرية) للإصابة باضطراب القولون العصبي من الرجال بمقدار ثلاثة أضعاف.

## أسباب القولون العصبي
لا يوجد لديه سبب عضوي معروف. لم يتوصل الطب لمعرفة أسباب القولون العصبي على وجه التحديد. ولكن النظرية الأرجح تقول أن القولون عندما يكون حساساً للضغط النفسي وبعض أنواع الأطعمة يختلّ عمله مسبباً ما يسمى بالقولون العصبي. وتقول بعض النظريات الأخرى أن الجهاز المناعي الذي يقوم بحماية الجسم من الجراثيم ربما يكون له تأثير في حالات القولون العصبي. أما ما يحدث فهو:
قد لا توجد حركة القولون الطبيعية السلسة عند من يعانون من القولون العصبي. وقد تكون الحركة على شكل تقلصات متشنجة تدفع الطعام بسرعة وتسبب الألم، أو سكون تام يتيح فرصة لتخمر الطعام والانتفاخ، وكثرة الغازات.
يتحكم الغشاء المخاطي المبطن للقولون في كمية السوائل التي يمتصها إلى الجسم. فعندما تكون حركة الطعام سريعة في حالات القولون العصبي، فإنها تمنع امتصاص السوائل بشكل جيد، مما يسبب الإسهال. بينما تكون هذه الحركة بطيئة في أحيان أخرى، أو عند بعض الناس، مما يؤدي إلى امتصاص كمية أكبر من السوائل من القولون وحدوث الإمساك.
وجدت بعض الدراسات الحديثة أن مادة سيروتونين (Serotonin) - وهي إحدى النواقل العصبية التي تفرز في المشابك العصبية وتجعل خلايا الدماغ والجهاز العصبي تتفاهم فيما بينها-تساهم كثيراً في وظيفة القولون الطبيعية. وبالرغم من أن اضطراب إفراز هذه السيالة العصبية يسبب مشكلات نفسية كثيرة مثل الاكتئاب والقلق والوسواس القهري والفزع، إلا أن 5% فقط منها موجود في الدماغ بينما توجد النسبة الباقية (95%) في الأمعاء.
تعمل الخلايا المبطنة للقولون كناقلات للسيروتونين إلى خارج الأمعاء، لكن ذلك لا يحدث بشكل جيد في حالات القولون العصبي، مما يؤدي لتراكم كميات كبيرة من السيروتونين في الأمعاء.
وبسبب هذه العلاقة بين الأمعاء والدماغ، فإن اضطراب معدلات السيروتونين تؤدي في كثير من مرضى القولون العصبي للاكتئاب والقلق الذي يزيد من تدهور في وظيفة القولون نفسه.
ومن ناحية أخرى فقد وجدت أبحاث أخرى أن بعض البكتيريا التي تصيب الجهاز الهضمي تسبب النزلات المعوية التي يتلوها القولون العصبي أحياناً. كما وجد أن بعض من يعانون من القولون العصبي لديهم مشكلة مناعية تجاه القمح ومشتقاته (مرض سيلياك)، ويمكن بفحص الدم التعرف على هذا الاحتمال.

### المثيرات المباشرة للقولون العصبي
ليس هناك مثير واحد لكل الناس، إذ تختلف المثيرات من شخص لآخر، ولكن القائمة التالية تحتوي أكثر ما يشكو منه الذين يعانون من القولون العصبي:
- الإجهاد النفسي والغضب والضغوط والقلق.
- الثوم والبصل غير المطبوخة.
- المشروبات الغازية.
- بعض العقاقير الطبية.
- القهوة والشاي.
- الأطعمة المقلية.
- التوابل والبهارات.
- بعض أنواع الخضار (الكرنب، الملفوف، الملوخية، الباذنجان).
- التعرض لتيارات الهواء الباردة.
- وجبة كبيرة على غير المعتاد.
- أكل الطماطم بقشرها (أما بدون القشر لا تثير القولون).
- اللبن والحليب.
- العدس، اللوبيا.. الخ

دور الإجهاد النفسي والضغوط في حدوث اضطراب القولون العصبي
الإجهاد النفسي في حد ذاته لا يسبب اضطراب القولون العصبي، لكن تراكم مشاعر التوتر والضيق والغضب وعدم القدرة على التحمل، تخفض عتبة التحمل، وتستثير تقلصات شديدة في القولون عند من يعانون من القولون العصبي أصلاً. وقد أوضحت إحدى الدراسات أن 80% من عامة الناس قد عانوا من تغيرات هضمية بسبب الضغوط النفسية، وأن 45% من مستخدمي الملينات يعانون من ضغوط نفسية.

### من الأسباب المهمة كمهيجات للقولون العصبي

#### العدوى
ما يقارب 10% من حالات القولون قد تكون بسبب التهاب معدي معوي حاد. من عوامل الخطر أيضاً، السن اليافع أو سن الشباب، والحمى الطويلة، والقلق، والاكتئاب. العوامل النفسية كالقلق والاكتئاب قد لا تكون سبب في نشوء القولون العصبي، ولكنها تزيد من حدة أعراضه واستفحال الحالة. على أي حال، هي تؤدي إلى تدهور نوعية حياة المريض. يبدو أيضاً أن استعمال المضادات الحيوية يزيد من احتمالية نشوء القولون العصبي. بعض الأبحاث وجدت أن وجود عيب جينية في المناعة الفطرية، ومستويات عالية من القلق والتوتر، قد تزيد احتمالية نشوء القولون العصبي بعد العدوى.

### القلق
ظهرت أبحاث منذ 1990 ميلادي تشير إلى دور محور الدماغ-الأمعاء، والاعتداء النفسي والجسدي في الطفولة عوامل قد تسبب في نشوء القولون العصبي. بحكم أن مرضى القولون العصبي غالبًا ما يعانون من متسويات عالية من القلق وتشابه القولون العصبي مع مرض الألم العضلي الليفي ومتلازمة التعب المزمن، يتضح أنه يوجد عطب في أجهزة التوتر في الجسم. أجهزة التوتر في الجسم تضم المحور الوطائي-النخامي-الكظري، والجهاز العصبي الودي، والذين ظهر أنهما كلاهما يعملان بشكل غير اعتيادي في مرضى القولون العصبي. الأمراض النفسية أو القلق قد يسبق أعراض القولون العصبي في 2/3 المرضى، وصفات المرض النفسي تجعل الناس الطبيعين عرضة للقولون العصبي بعد الالتهاب المعدي المعوي.

### البكتيريا
فرط نمو البكتيريا في الأمعاء الدقيقة يحدث بشكل أكثر في المرضى المصابين بالقولون العصبي مقارنة بالمرضى الطبيعين. ومن بين مرضى القولون العصبي، فرط نمو البكتيريا في الأمعاء الدقيقة يكون آكثر انتشاراً في مرضى القولون العصبي الذين يعانون من إسهال، من المرضى الذين يعانون من إمساك. أعراض فرط نمو البكتيريا في الأمعاء الدقيقة قد تشمل: نفاخ، وألم في البطن، وإسهال، وإمساك. القولون العصبي قد ينشأ من تفاعل الجهاز المناعي عن طريق السيتوكين لـفرط نمو البكتيريا في الأمعاء الدقيقة.

### الفطر
توجد بعض الدراسات التي تشير أدلة لوجود تغيرات في الخلايا الدقيقة (ميكروب) في الأمعاء والتي لها دور في الأعراض الهضمية التي تصاحب القولون العصبي وأيضا بالأعراض النفسية التي تتواجد في 80% من مرضى القولون العصبي. لكن الدور الفطريات في الأمعاء ومرض القولون العصبي وخاصة المبيضة البيضاء قيد الدراسة.

### المخلوقات الأولية
العدوى بالأوليات قد تسبب أعراض تشابه بعض أنواع القولون العصبي. عدوى التكيس الأريمي لها علاقة وطيدة وقد تكون سببية بينها وبين بعض أنواع القولون العصبي خاصة الذي يصاحبه إسهال (IBS-D). ومما يجدر ذكره أن بعض العدوى بالأوليات أكثر في المصابين بالقولون العصبي من غيرهم من الناس.
هناك دراسات تدرس العلاقة بين Dientamoeba fragilis والقولون العصبي، ولكن المخلوق الحي هذا يتواجد حتى في غير المصابين بالقولون العصبي.

## سير المرض
قد تمر أيام أسوأ من أيام، ولكن المآل المعتاد أن الحالة تستقر بين حالات التأرجح هذه. ومع أن المريض قد يتغيب عن عمله أو عن بعض الأنشطة الاجتماعية أحياناً بسبب اضطرابات القولون، إلا أن الاضطراب لا يشكل خطراً على حياة المريض لكنه يسبب له الأحراج والتوتر وعدم الثقة بالنفس مما يجعله متزعزع وغير اجتماعي كي لا تتكرر التجربة

## أعراض القولون العصبي
الأعراض الأساسية للقولون العصبي هي ألم البطن أو عدم الراحة المصاحب للإسهال المتكرر أو الإمساك وتغير في عادات الأمعاء. عادة ما تظهر الأعراض على شكل نوبات حادة تختفي في غضون يوم واحد، ولكن من المرجح حدوث نوبات متكررة. قد يكون هناك أيضًا ضرورة ملحة لحركات الأمعاء، والشعور بالإخلاء غير الكامل (الزحير) أو الانتفاخ. في بعض الحالات، يتم تخفيف الأعراض عن طريق حركات الأمعاء. يعاني الأشخاص المصابون بمرض القولون العصبي، بشكل أكثر شيوعًا من غيرهم، من ارتجاع معدي مريئي، وأعراض تتعلق بالجهاز البولي التناسلي، الألم العضلي الليفي، الصداع، آلام الظهر، وأعراض نفسية مثل الاكتئاب والقلق. قد تكون بعض الأعراض مرافقة مثل الخمول، اضطراب عادات التغوط، والرغبة الكاذبة في الذهاب للحمام. حوالي ثلث البالغين الذين لديهم متلازمة القولون العصبي يبلغون أيضًا عن اختلال وظيفي جنسي في شكل انخفاض في الرغبة الجنسية.

## التشخيص
لا توجد اختبارات مخبرية أو تصويرية محددة يمكن القيام بها لتشخيص متلازمة القولون المتهيج، ويتم في التشخيص استبعاد الأمراض التي لها أعراض مماثلة لمتلازمة القولون المتهيج، وبعدها اتباع إجراءٍ لتصنيف أعراض المريض. استبعاد العدوى الطفيليلة، وعدم تحمل اللاكتوز، والنمو المفرط لبكتيريا الأمعاء الدقيقة، والداء البطني موصى به قبل القيام بتشخيص متلازمة القولون المتهيج. كما يُوصى كذلك بتنظير القولون للأشخاص الذين تتجاوز أعمارهم الخمسين عاما. المصابون بمتلازمة القولون المتهيج عرضة لخطر متزايد بأن يخضعوا لعمليات جراحية غير صحيحة مثل استئصال الزائدة الدودية، استئصال المرارة واستئصال الرحم بسبب سوء تشخيص لأعراض متلازمة القولون المتهيج واعتبارها حالات طبية أخرى.

### التشخيص التفريقي
يمكن لكلٍ من سرطان القولون وداء الأمعاء الالتهابي واضطرابات الغدة الدرقية أن تتميز بأعراض التبرز غير الطبيعي وألم بطني، ومن المسببات الأقل شيوعا لهذا النمط من الأعراض توجد المتلازمة السرطاوية والتهاب القولون المجهري والنمو المفرط للبكتيريا والتهاب المعدة والأمعاء اليوزيني، متلازمة القولون المتهيج لها أعراض عامة وإجراء اختبارات على كل تلك الأمراض يمكن أن يعود بنتائج إجابية منخفضة، لذلك يعتبر من الصعب تبرير نفقات هذه الاختبارات.
بعض الأشخاص -الذين أداروا متلازمة القولون المتهيج لسنوات- يمكن أن يكون لديهم تحسس غلوتيني لابطني (NCGS). أعراض الجهاز الهضمي لمتلازمة القولون المتهيج لا يمكن التفريق سريريا بينها وبين أعراض التحسس الغلوتيني اللابطني، لكن تواجد أيٍّ من هذه المظاهر غير المعوية يوحي باحتمال الإصابة بالتحسس الغلوتيني اللابطني: صداع أو صداع نصفي، "ذهن مشتت"، إعياء مزمن، ألم عضلي ليفي، ألم المفاصل والعضلات، نقص الحس في الرجل أو اليد، تنميل في أطراف الجسم أمراض الجلد (التهاب الجلد أو الطفح)، اضطرابات تأتبية، حساسيةٌ لواحدٍ أو أكثر من المستنشقات، الأطعمة أو الفلزات (مثل السوس، النجيلية، حشيشة الزجاج، شعر القط أو الكلب، البكلويز أو النيكل) الاكتئاب، القلق، فقر الدم، فقر الدم الناجم عن عوز الحديد، عوز الفولات، الربو، التهاب الأنف، اضطراب الأكل، اضطرابات عصبية (مثل: الفصام، التوحد، اعتلال الأعصاب المحيطية، الرنح، اضطراب نقص الانتباه مع فرط النشاط) أو أمراض المناعة الذاتية. تحسنٌ في الأعراض الناتجة عن المناعة -بما فيها أمراض المناعة الذاتية- بواسطة نظام غذائي خال من الغلوتين، حالما يتم استبعاد الداء البطني وحساسية القمح بصورة منطقية، هي طريقة أخرى لتنفيذ تشخيصٍ تفريقي.
لأن العديد من مسببات الإسهال تنتج عنها أعراضٌ مماثلة لمتلازمة القولون المتهيج، نشرت الجمعية الأمريكية لمبحث أمراض المعدة والأمعاء مجموعة من الدلائل الإرشادية لاختباراتٍ يتم إجراؤها لاستبعاد مسببات أخرى لهذه الأعراض، وتشمل عدوى الجهاز الهظمي، عدم تحمل اللاكتوز والداء البطني. تقترح دراسات أن هذه الدلائل الإرشادية لا تُتبع دائما. حالما يتم استبعاد المسببات الأخرى، يتم أداء تشخيص متلازمة القولون المتهيج باستخدام خوارزميةِ تشخيصٍ. من الخوارزميات: معيار مانينغ، معياري روما I وII القديمين ومعيار كرويس، وقامت دراسات بمقارنة موثوقية هذه الدراسات. تم نشر عملية روما III سنة 2006 وروما IV سنة 2016.
معيار روما IV يشمل ألم بطني متكرر - متوسطه - مرة على الأقل باليوم أو بالأسبوع في الأشهر الثلاثة الأخيرة، يصاحبه معياران أو أكثر من المعايير التالية:
- أن يكون الألم متعلقا بالتبرز.
- أن يصاحبه تغيُّر في معدل البراز.
- أن يصاحبه تغيُّر في هيئة (مظهر) البراز.

قد يختار الأطباء استخدام أحد هذه الدلائل الإرشادية أو الاعتماد على معرفتهم بتاريخ المريض وأوصافه لمرضه. يمكن أن تحتوي الخوارزمية اختبارات إضافية للاحتراز من التشخيصات الخاطئة لأمراض أخرى تماثل متلازمة القولون المتهيج. الأعراض الخطيرة يمكن أن تشمل: نقصا في الوزن، نزيفا في الجهاز الهضمي، فقر الدم أو أعراضا ليلية، إلا أن الأعراض الخطيرة يمكن أن لا تساهم دائما في دقة التشخيص، على سبيل المثال 31% من المصابين بالمتلازمة يتواجد دم في برازهم، ويمكن أن يرجع السبب في العديد من هذه الحالات إلى نزيف البواسير.
خوارزمية التشخيص تحدد اسما يمكن أن يُطبَّق على حالة المريض بناء على توليفات الأعراض من إسهال وألم بطني وإمساك. مثلا: العبارة "50% من المسافرين العائدين أصيبوا بإسهال وظيفي في حين أن 25% أصيبوا بمتلازمة القولون المتهيج" تعني أن نصف المسافرين أصيبوا بالإسهال وأن الربع أصيب بإسهال صاحبه ألم بطني. في حين يعتقد بعض الباحثين أن هذا التصنيف سيساعد الأطباء في فهم متلازمة القولون المتهيج، شكك آخرون في قيمة النظام واقترحوا أن جميع الأشخاص المصابين بالمتلازمة لهم نفس المرض الكامن لكن مع أعراض مختلفة.

### إستقصاءات
يتم إجراء استقصاءات لاستبعاد حالات أخرى ومنها:
- فحص البراز المجهري والمخبري (لاستثناء حالات الإصابة بالبكتيريا)
- اختبارات الدم: العد الدموي الشامل، اختبارات وظائف الكبد، سرعة ترسب الدم والاختبار المصلي للداء البطني.
- فحص فوق صوتي للبطن (لاستثناء حصيات المرارة وأمراض الجهاز الصفراوي الأخرى).
- تنظير داخلي والخزعة (لاستبعاد القرحة الهضمية والداء البطني وداء الأمعاء الالتهابي والخباثات).
- اختبار تنفس الهيدروجين (لاستبعاد سوء امتصاص الفراكتوز واللاكتوز).

### التشخيص الخاطئ
من بين التشخيصات الخاطئة الشائعة نجد: الأمراض المعدية، الداء البطني، جرثومة المعدة، الطفيليات (غير الأولية). عادة ما يُشخّص الداء البطني بشكل خاص خطأً على أنه متلازمة القولون المتهيج. توصِي الكلية الأمريكية للجهاز الهضمي جميع الأشخاص الذين تظهر عليهم أعراض المتلازمة بالقيام بفحوصات الكشف عن الداء البطني.
سوء امتصاص الحمض الصفراوي يتم إغفاله أحيانا في الأشخاص المصابين بالمتلازمة التي يسود على أعراضها الإسهال. تقترح اختبارات SeHCAT أن حوالي 30% من المصابين بمتلازمة القولون المتهيج ذات الإسهال السائد لديهم هذه الحالة وأن معظمهم يستجيب لأدوية منحيات حامض الصفراء.
الاستخدام المزمن للأدوية المنومة المهدئة وخاصة من فئة بنزوديازيبين يمكن أن يسبب أعراض قولون متهيج مماثلة، يمكن أن تؤدي إلى تشخيصات خاطئة لمتلازمة القولون المتهيج.

### أمراض متزامنة
تظهر العديد من الحالات الطبية أو الأمراض المرافقة بتردد كبير في الأشخاص المصابين بمتلازمة القولون المتهيج:
- عصبية/نفسية: حددت دراسة شملت 97 593 مصابا بالمتلازمة أمراضا متزامنة مثل الصداع والألم العضلي الليفي والاكتئاب.[40] تظهر متلازمة القولون المتهيج لدى 51% من الأشخاص المصابين بمتلازمة التعب المزمن وفي 41% من المصابين بالألم العضلي الليفي، وتظهر الاضطرابات النفسية لدى 94% من الأشخاص المصابين بالمتلازمة.[41]
- داء الأمعاء الالتهابي: يمكن أن تكون المتلازمة درجة منخفضة من داء الأمعاء الالتهابي.[42] اقترح باحثون أن متلازمة القولون المتهيج وداء الأمعاء الاتهابي أمراض ذات صلة،[43] مشيرين إلى أن الأشخاص المصابين بداء الأمعاء الالتهابي تظهر عليهم أعراض المتلازمة حين يكون الداء في حالة هدأة.[44][45] وجدت دراسة دامت ثلاث سنواتٍ أن المرضى المشخَّصِين بالمتلازمة يتضاعف احتمال تشخيصهم بداء الأمعاء الالتهابي 16.3 مرة أثناء مدة الدراسة.[46] الواسمات المصلية ذات الصلة بالالتهاب عُثِر عليها كذلك في المرضى المصابين بالمتلازمة.
- الجراحة البطنية: الأشخاص المصابون بالمتلازمة كانوا عرضة لخطر متزايد في خضوع لعملية غير ضرورية لاستئصال المرارة ولا يعود السبب لخطر متزايد من حصيات المرارة، بل لألم بطني، علمٍ بوجود حصيات المرارة ومؤشراتٍ جراحية غير ملائمة.[47] كما يُحتمل أن يخضع هؤلاء الأشخاص بنسبة تزيد بـ 87% لجراحةٍ في البطن أو الحوض واحتمال مضاعف ثلاث مرات لعملية إزالة حصيات المرارة.[48] كما أن الأشخاص المصابين بالمتلازمة عرضة بشكل مضاعف للخضوع لعملية استئصال الرحم.[49]
- الانتباذ البطاني الرحمي: أفادت دراسة بوجود رابط إحصائي معتبر بين الصداع النصفي ومتلازمة القولون المتهيج والانتباذ البطاني الرحمي.[50]
- اضطرابات مزمنة أخرى: متلازمة المثانة المؤلمة يمكن أن تصاحبها متلازمات ألم مزمن أخرى، مثل متلازمة القولون المتهيج والألم العضلي الليفي. الرابط بين هذه المتلازمات غير معروف.[51]

## الفحوصات لتأكيد التشخيص
- فحص أو تحليل البراز لاستبعاد الأمراض المعدية
- فحوصات الدم: كالعد الدموي الشامل، واختبارات وظائف الكبد، واختبار سرعة ترسب الدم، واختبار مصالة لوجود مرض السلياك.
- فحص البطن عن طريق الموجات فوق الصوتية (لاستبعاد حصوات المرارة)
- منظار لفحص القناة الهضمية وفحص النسيج ودراسته (لاستبعاد القرحة الهضمية، ومرض السلياك، داء الأمعاء الالتهابي، والأورام الخبيثة)
- فحص الزفير للهيدروجين (لاستبعاد سوء هضم الفركتوز واللاكتوز)

## علاج القولون العصبي
إن اضطراب القولون العصبي من الأمراض المزمنة التي يتوجب عليك التعايش معها بدلاً من إضاعة وقتك في البحث عن الشفاء منها.
قد يكفي البعض أن يعرف أن أعراضه ليست شيئاً خطيراً، فيرتاح لكون ما يعاني منه هو اضطراب القولون العصبي فقط. ومن هنا تنبع أهمية التوعية وطمأنة المريض بعد الكشف عليه والتأكد من التشخيص. إذا لم يكن ذلك كافياً، واستمرت الأعراض بشكل مزعج فيمكن عمل ما يلي:
إذا اكتشفت أنك حساساً لأصناف معينة من الطعام، وأنه يسبب بك الإسهال، فينبغي عليك تجنب هذه الأطعمة. أما إن لم تستطع التعرف على الطعام المسبب فيمكن الاستعانة بمتخصص في التغذية لإدخال أنواع محددة تدريجياً في وجبتك ومن ثم دراسة النتائج. وجد كثير ممن يعانون من اضطراب القولون العصبي أن قدراً كبيراً من التحسن يطرأ عليهم عند تجنب التدخين، والقيام بتمرينات رياضية منتظمة مثل المشي، وتعلم التعامل مع الإجهاد النفسي. ضع لنفسك جدولاً على شكل سِجِلٍّ تكتب فيها على مدى شهر ما تفعله من أكل وشرب ونشاط رياضي، وتسجل توقيت ذلك باليوم والساعة، وكذلك ووقت ومدة أي شعور بالإجهاد النفسي... إلخ. ذلك قد يفيدك في تحديد الطعام المثير لأعراض اضطراب القولون العصبي، ومدى تأثير الإجهاد النفسي وفائدة الرياضة لك.

### العلاج الدوائي
ويشمل ذلك عدداً من العقاقير التي تخفف من أحد مظاهر اضطراب القولون العصبي. فيمكن تناول دواء Loperamide للإسهال، ومركبات الألياف للإمساك. وهنا ينبغي التنبيه على أنه يجب تجنب العقاقير التي تعالج الإمساك من خلال استثارة عضلات القولون مثل Senna compounds لأكثر من أسبوع، لأنها قد تؤدي للإمساك على المدى الطويل.
وأفضل خطة دوائية علاجية هي مشاركة العقارين التاليين لعدة اسابيع:
- ميبفرين واسمه التجاري دوسباتالين 3 مرات/اليوم قبل الطعام بـ 20 دقيقة.
- دوغماتيل 50 ملغ 3 مرات/اليوم.

### الحمية
وجدت دراسات أن الالتزام بحمية فودماب (FODMAP) يساعد 70% من مرضى القولون العصبي. وتتضمن الأعراض الأكثر احتمالا للتحسن من مثل هذا النظام الغذائي الاضطرار، وانتفاخ البطن، والنفاخ، وآلام البطن، وإخراج البراز. في بعض الهيئات الصحية يُنصح بالالتزام بالحمية الغذائية (فودماب) كعلاج وبديل إن لم تنفع بعض سبل العلاج كـالتغييرات الحياتية والغذائية.

### الألياف
بعض الأدلة تشير إلى أن استعمال المكملات التي تحتوي على الياف ذائبة علاج فعال (مثل، بذر قطونة). ففي مرضى الذين يعانون من الإسهال يساعد على زيادة حجم ونوع البراز، وفي المرضى الذين يعانون من الإمساك، يساعد على تليين وتسهيل إخراجه البراز. استعمال مكملات غذائية تحتوي على الألياف غير الذائبة كالنخالة لم تظهر الأبحاث إلى الآن أنه مجدي، ففي بعض الناس قد يزيد من حدة الأعراض. الألياف قد تكون مفيده في الذين لديهم في غالب الأحيان إمساك. في القولون العصبي الذي يصاحبه الإمساك، يمكن أن الألياف القابلة للذوبان تقلل مجمل الأعراض، لكنها لن تقلل من الألم. في بعض الدراسات وجد أن استعمال الألياف القابلة للذوبان يساعد في الأعراض بشكل كام ولكن ليس مع الألم. وهناك دراسات أحدث تقر بفائدة الألياف القابلة للذوبان، ووجدت أن الآلياف غير القابلة للذوبان تقدر تزيد من حدة الأعراض.

### الاكتئاب
وجدت بعض الدراسات أن استعمال مضادات الاكتئاب ثلاثي الحلقات فعال في مرضى القولون العصبي، ولكن الدراسات خلف استعماله حتى الآن قد لا تكون رصينة كالدراسات خلف استعمال مثبطات استرداد السيروتونين الانتقائية.

### التعايش مع المرض
من أمثلة أساليب التعايش ما يلي:
- تناول وجبات منتظمة، ومتوازنة، وتجنب الأطعمة الغنية بالدهون.
- تناول كمية كبيرة من الماء.
- المداومة على الرياضة فهي تشد العضلات وتحافظ على الوزن وتضبط إيقاع القولون (المشي لمدة نصف ساعة أو عمل تمارين للبطن والظهر مما يساعد على إخراج الغازات من جسمك)
- تناول 6 وجبات صغيرة في اليوم بدلاً من ثلاث وجبات كبيرة.
- تعلم كيف تتعامل مع الإجهاد النفسي والضغوط.
- تجنب الإمساك باستخدام الملينات المعتمدة على الألياف.
- زيارة الطبيب في حالات ظهور أعراض أخرى غير المعتادة في حالات اضطراب القولون العصبي.
- عدم تناول أي عقار إلا بمشورة الطبيب، والخضوع للفحص الكامل، بغرض استبعاد أي أمراض أخرى.
- شرب الشاي الأخضر بنعناع أو شرب البابونج
- وضع القليل من الكمون في كاس ماء وشربه قبل الذهاب للعمل

### كيفية التعامل مع الإجهاد النفسي
- التعامل مع المشكلة بهدوء وروية.
- المحافظ على قسط كافٍ من النوم من 6 إلى 10 ساعات أو 12 ساعة كحد أقصى لأنّ النوم لمدة طويلة يزيد الشعور بالإجهاد النفسي.
- تعلم الاسترخاء العضلي أو التنفسي.
- حاول إخراج الهواء من خلال فمك.

### دراسة علاجية جديدة
تم مؤخرا تطوير سبعة عقاقير من البروبيوتك، إذ يتم استخدام سبع سلالات مختلفة من البكتريا، وتتوقف تركيبة العقار على الأعراض المرضية. فعند الإمساك تساعد البكتريا (الإشريكية) القولونية، أما عند الانتفاخات وآلام البطن فتساعد البكتيريا الملبنة أو المنشطرة. وعن عقار البروبيوتيك يقول الطبيب لانغهورست «يحفز البروبيوتك المناعة، إذ يعمل ضد البكتيريا الضارة ويمنع استقرارها بشكل جيد وتخرج من الجسم بسرعة أو تحفز ناقلات عصبية معينة تمنع حدوث التهابات». لتكون هذه البكتيريا بمثابة أمل جديد بالنسبة لمرضى القولون العصبي تساعدهم على الشفاء.

## مفاهيم خاطئة عن اضطراب القولون العصبي
ومن هذه المفاهيم أن:
1. هناك وصفة غذائية تصلح لكل الناس.
2. يمكن تشخيص اضطراب القولون العصبي بواسطة التنظير الهضمي أو الفحوص الطبية الأخرى.
3. اضطراب القولون العصبي يسبب الأرق أو القلق أو الخوف.
4. أن من أعراض اضطراب القولون العصبي آلام المعدة والقيء والتجشؤ.
5. أن خروج الدم مع البراز هو أحد علامات اضطراب القولون العصبي.

## أمراض أخرى مشابهة لاضطراب القولون العصبي
هناك بعض الأمراض العضوية التي تشبه اضطراب القولون العصبي مثل:
- إنتانات الأمعاء الزحار، والديدان، والنزلات المعوية: وهذه يمكن تشخيصها من خلال الفحوصات المخبرية بسهولة.
- القولون التقرحي: ومن أعراضه فقر الدم نتيجة النزف مع البراز، والإعياء وآلام المفاصل وضعف الشهية ونقص الوزن.
- أورام القولون: ومن أعراضها: النزيف الدموي مع البراز، ونقص الوزن ويمكن تشخيصه بالمنظار الشرجي.